# 시구라촌 (효고현)
시구라촌(神楽村)은 효고현 히카미군에 있던 촌이다. 현재의 단바시에 해당한다.

## 역사
- 1889년 4월 1일 - 정촌제 시행에 의해 7촌의 구역을 가지고 성립하였다.
- 1955년 4월 1일 - 사지정, 아시다촌, 도자카촌과 합병해, 아오가키정이 성립, 동일시구라촌은 폐지되었다.

## 참고문헌
- 角川日本地名大辞典 28 兵庫県